# ブルー・ナ・ボーニャ
座標: 北緯53度41分34秒 西経6度26分58秒 / 北緯53.69284度 西経6.44932度
ブルー・ナ・ボーニャ（Brú na Bóinne, ボインの宮殿）は、アイルランドのボイン川の屈曲部に位置する新石器時代の石室墳、立石、その他先史的遺跡群の複合体で、国際的にも重要なものである。時代が下ると、鉄器時代には墓地として使われ、中世にはノルマン人が入植した。また、1690年にはボイン川の戦いの舞台にもなった。
この一帯はしばしばボイン渓谷 (Bend of the Boyne) と呼ばれ、不正確にも「ブルー・ナ・ボーニャ」それ自体を指すときにも使われることがある。世界遺産に登録されているのは、アイルランドの国定史跡にもなっている部分である。

## 概要
面積は780 haで、他の先史的遺跡群と同じような40の羨道墳を含んでいる。史跡の大部分は、川の北側に集中している。ブルー・ナ・ボーニャで最も有名な遺跡は、巨石群の特筆すべき集積体であるニューグレンジ (Newgrange)、ノウス (Knowth)、ドウス (Dowth) の各墳墓である。それらは川の屈曲部の稜線に立てられており、ノウスとニューグレンジは、より古い史跡で使われていた石を再利用しているようにも見える。この地でのより早い活動の痕跡は、中石器時代の狩人が遺したらしい火打石などを除けば、発見されていない。
川の屈曲部では、他にも多くのエンクロージャー(囲い込み)や巨石遺跡が確認されている。上掲の3つの墳墓に加えて、いくつかの祭祀場が次のような遺跡を形成している。
- ドウス・ホール羨道墳群 (Dowth Hall passage graves)
- Cloghalea Henge
- タウンレイホール羨道墳 (Townleyhall passage grave)
- モンクニュータウンヘンジ (Monknewtown henge) と祭礼の泉 (ritual pond)
- Newgrange cursus

3つの主要巨石遺跡は、天文考古学上の重要な意味も持っている。ニューグレンジとドウスは冬至の太陽に対応し、ノウスは春分の太陽に対応している。隣接する遺跡群についても、他の対応関係がないか検討されている。また、渓谷のブルー・ナ・ボーニャのレイアウトやデザイン自体も、天文学的意味の検討がなされている。
ボイン渓谷の西側、東側、南側が囲まれているように、北側はボイン川の支流であるマトック川が流れており、ほとんど完全に水に囲まれている。2つの先史的遺跡を除けば、全てがこの川の地峡に存在している。

## ブルー・ナ・ボーニャ案内センター
ニューグレンジとノウスへはガイド付きツアーでしか立ち入れない。ツアーは、ブルー・ナ・ボーニャ案内センター (Brú na Bóinne Visitor Centre) から出発することになっている。

## 世界遺産

### 登録基準
この世界遺産は世界遺産登録基準のうち、以下の条件を満たし、登録された（以下の基準は世界遺産センター公表の登録基準からの翻訳、引用である）。
- (1) 人類の創造的才能を表現する傑作。
- (3) 現存するまたは消滅した文化的伝統または文明の、唯一のまたは少なくとも稀な証拠。
- (4) 人類の歴史上重要な時代を例証する建築様式、建築物群、技術の集積または景観の優れた例。